# Nuno Delgado
Nuno Miguel Delgado ComIH (Lisboa, 27 de agosto de 1976) é um antigo judoca português.
Participou nos Jogos Olímpicos de Sydney em 2000, e conquistou o 3.º lugar, dando a primeira medalha para Portugal na disciplina de judo e a 16.ª medalha olímpica portuguesa da história. Entre outros feitos relevantes, foi também campeão da Europa, em 1999, vice-campeão europeu em 2003 e medalha de bronze nas Universíadas de 1998. Figura de destaque no desporto nacional, Nuno Delgado foi o atleta escolhido como porta-estandarte da delegação portuguesa nos Jogos Olímpicos de Atenas em 2004. Representou o Sport Algés e Dafundo entre 1994 e 2005 e os alemães do TSV Abensberg entre 2000 e 2005. Actualmente é presidente da Escola de Judo Nuno Delgado. Em 1999 foi agraciado com a Medalha Olímpica Nobre Guedes.

## Carreira

### Entrada no Judo
Nuno Delgado entrou para o judo incentivado pelos seus amigos da Casa do Benfica de Santarém (cidade onde residia), ainda em criança, com a tenra idade de 7 anos. Desde bem cedo começou a dar nas vistas e um ano mais tarde já era atleta federado e destacava-se como o mais forte judoca daquela coletividade ribatejana. Aos 15 anos já se tinha sagrado tricampeão nacional do seu escalão e por isso deu-se com naturalidade o ingresso no Sport Algés e Dafundo, um dos clubes nacionais com mais tradição olímpica, e que lhe deu outras condições de trabalho e a hipótese de prosseguir os seus estudos universitários, em Lisboa. Ainda como júnior, consegue o seu primeiro grande resultado a nível internacional, com o 5.º Lugar no Europeu do escalão.

### Bronze nos Campeonatos Universitários
O seu primeiro grande resultado a nível sénior aconteceu nos Mundiais Universitários, realizados na República Checa em 1998, com a conquista do terceiro lugar individual, e respetiva medalha de bronze nos -78 kg e segundo lugar por equipas, que valeu a medalha de prata à comitiva nacional.

### Campeão da Europa
Um ano depois, em 1999, Nuno Delgado começou a confirmar todas as esperanças que eram depositadas no seu talento, com resultados de qualidade internacional. Foi terceiro classificado em Sofia, num torneio de nível A, mas o prato forte seria mesmo a surpreendente vitória nos Europeus de Bratislava, na categoria de -81 kg, depois de bater o holandês Maarten Arens na final. Com este feito, não só conseguiu trazer a medalha de ouro para Portugal, como ainda ganhou direito a uma bolsa do Estado, com o fim de se preparar convenientemente para os Jogos Olímpicos a realizar em 2000. Ainda em 1999, Nuno Delgado conseguiu o 5º Lugar nos Mundiais de Birmingham, resultado que lhe garantiu de imediato a qualificação para Sydney.

### Medalha de Bronze nos Jogos Olímpicos
Foi nas provas de judo em Sydney que Nuno Delgado se tornou conhecido do público português. À partida para os Jogos Olímpicos, poucos antecipavam qualquer tipo de conquista proveniente do judo, mas aos poucos a hipótese foi-se tornando bem real, à medida que o judoca do Sport Algés e Dafundo ia derrotando os seus oponentes. Thierry Vatrican foi o primeiro a ser eliminado, por ippon, logo seguido pelo italiano Francesco Lepre, desta feita por decisão. No caminho para a meia final, Delgado derrotou mais dois oponentes por ippon, o australiano Daniel Quelly e o iraniano Kazem Sarikhani. Apenas o sul-coreano Cho-In-Chul (3º classificado nos Jogos Olímpicos de 1996) derrotou Nuno Delgado, por uma pequena vantagem de yuko, conseguida logo no início do combate, e que dessa forma impediu o atleta português de disputar a medalha de ouro olímpica. A conquista do histórico bronze aconteceu frente ao uruguaio Alvaro Paseyro, num combate que durou pouco tempo. Depois de conseguir um koka de vantagem nos primeiros segundos do duelo de atribuição da medalha de bronze, rapidamente conseguiu imobilizar o vice-campeão sul-americano e vencer por ippon. Era a primeira medalha da delegação portuguesa em Sydney, à qual se juntaria a medalha de bronze de Fernanda Ribeiro na prova dos 10000 metros.

### A transferência para a Alemanha
Os feitos internacionais do judoca chamaram a atenção dum dos grandes clubes europeus, o TSV Abensberg que o contratou ainda antes do começo dos Jogos Olímpicos de Sydney. Na equipa alemã encontrou o colega de seleção Pedro Soares, da categoria de 100 kg, e juntos conquistaram inúmeras vitórias coletivas. Logo na primeira época, com o contributo importante de Nuno Delgado, o clube de Abensberg sagrou-se Campeão Europeu de Clubes, assim como campeão nacional alemão, título que revalidaria nos anos de 2002, 2003 e 2004. Em cinco anos ao serviço do clube do estado da Baviera, Delgado conquistou 4 campeonatos nacionais e 1 campeonato europeu de clubes.
Nuno Delgado não deixou de representar o Sport Algés e Dafundo, durante o período em que combateu pelo TSV Abensberg, e ajudou o clube de Algés a sagrar-se tetra-campeão nacional por equipas (de 2001 a 2004). Em 2001 contribuiu para que a selecção nacional se tornasse vice-campeã europeia por equipas, o melhor resultado colectivo de sempre no judo português, numa prova realizada no Funchal. Também a nível individual continuou a vencer, com destaque para a medalha de prata no Grand Prix de Moscovo, em 2001, a medalha de bronze no Super A de Paris em 2002 e 2 medalhas de ouro no Super A de Alemanha (2002 e 2003).

### Vice-campeão da Europa
Com a perspetiva de nova medalha olímpica em 2004, Nuno Delgado teve mais uma grande vitória nos Campeonatos da Europa de 2003, realizados na cidade alemã de Düsseldorf. Num combate bastante atribulado com o estónio Aleksei Budolin, os dois judocas chocaram de cabeça e o atleta português teve mesmo de ser assistido com um corte no sobrolho, antes de retomar o combate. Nuno Delgado recuperou e venceu o seu adversário com 2 yuko para conquistar o direito a disputar o título de campeão europeu da categoria de -81 kg. Na final, acabou derrotado pelo suíço Serguei Aschewandera, por 1 koka, garantindo a medalha de prata, a sua segunda medalha em Campeonatos da Europa, a nível sénior.

### Segunda participação nas Olimpíadas e retirada
Em 2004 Nuno Delgado foi escolhido para ser o porta-estandarte da comitiva portuguesa, naquela que seria a sua segunda experiência em Jogos Olímpicos.
Desta feita a prova não correu de acordo com as suas pretensões e o judoca foi mesmo eliminado na primeira ronda, pelo italiano Roberto Meloni. As lesões não deixaram de apoquentar o atleta, que se retirou em 2005.

## Vida pessoal
Nuno Delgado não deixou de estar ligado ao desporto e abriu uma Escola de Judo com o seu nome, que tem ajudado a divulgar a modalidade e servido também como forma de inserção social. O seu projecto da "maior aula de judo do mundo", que juntou 4.000 crianças no Terreiro do Paço, em Lisboa, recebeu o apoio da Fundação Nelson Mandela   e foi também premiado pela União Europeia de Judo, com o prémio "Inclusão Social".
A 27 de Maio de 2015, foi feito Comendador da Ordem do Infante D. Henrique.

## Palmarés

### Jogos Olímpicos
- 2000 - Sydney (- 81 kg) - Medalha de Bronze

### Campeonatos do Mundo
- 1999 - Birmingham (- 81 kg) - (5º lugar)

### Campeonatos da Europa
- 2003 - Dusseldorf (- 81 kg) - Medalha de Prata
- 2002 - Maribor (- 81 kg) - (5º lugar)
- 1999 - Bratislava (- 81 kg) - Medalha de Ouro

### Universíadas
- 1998 - Praga (- 78 kg) - Medalha de Bronze

### Outros Títulos
- Vencedor do Grand Prix de Moscovo (2001)
- Medalhado em 6 torneios de nível A, no circuito europeu
- Medalhado em 3 torneios de nível SUPER A, no circuito europeu
- 5 Campeonatos de Portugal (- 81 kg) (1998 - 1999, 2001, 2003-2004)
- 1 Campeonato de Portugal (- 78 kg) (1997)

### Títulos Coletivos

#### TSV Abensberg
- Campeão Europeu de clubes (2000)
- Tetra-Campeão Alemão de clubes (2000, 2002, 2003, 2004)

#### Sport Algés e Dafundo
- Tetra-Campeão Nacional de clubes (2001, 2002, 2003, 2004)
- Tetra-Vencedor da Taça de Portugal (1997, 1998, 1999, 2000)

#### Selecção Nacional
- Vice-Campeão Europeu de seleções (2001)
- Vice-Campeão do Mundo Universitário (1998)